# St. Paul (Regensburg)

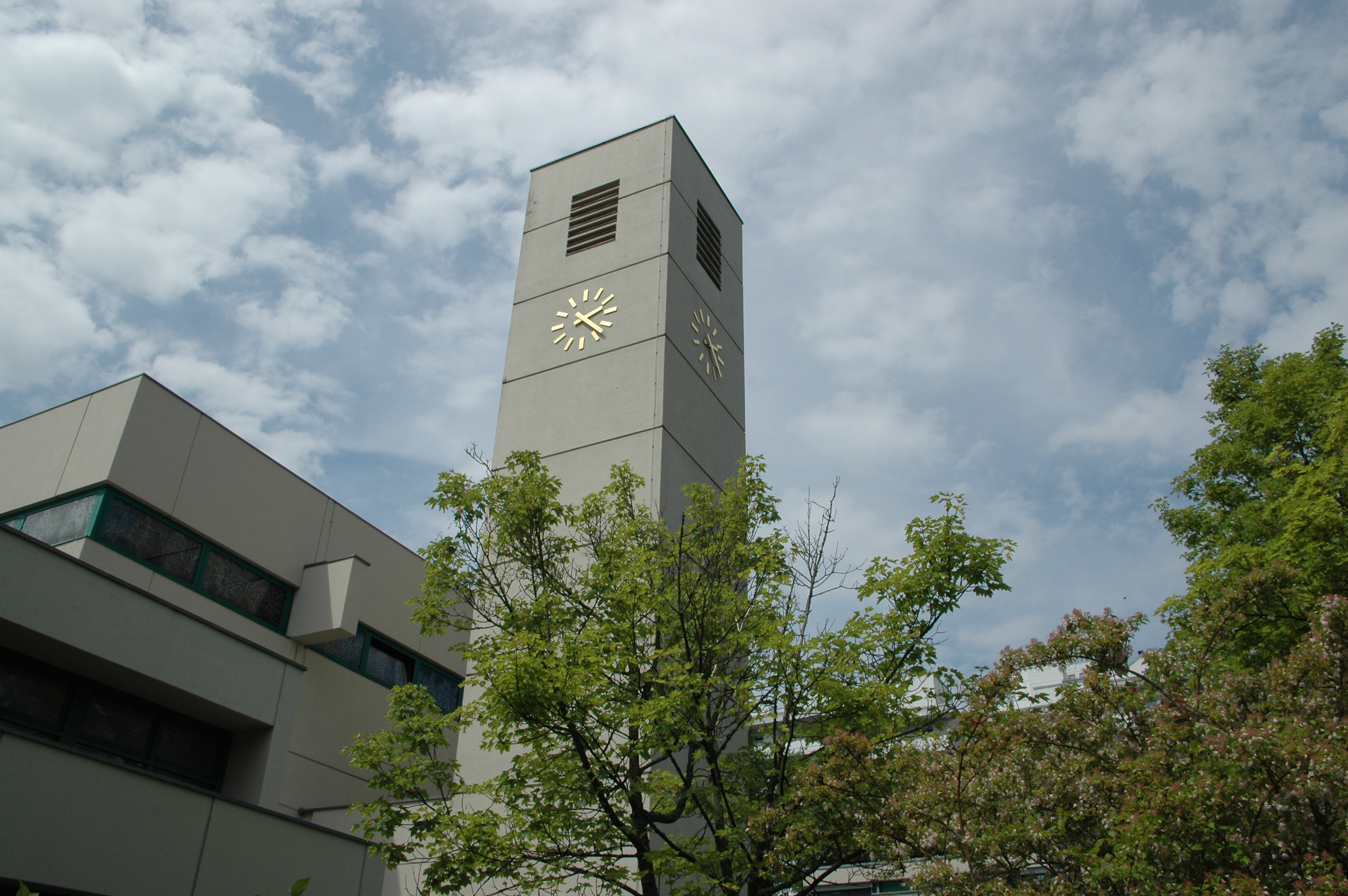
Kirchturm und Pfarrkirche St. Paul

Die katholische Pfarrkirche St. Paul steht in der Friedrich-Ebert-Str. 46 im Stadtteil Königswiesen von Regensburg.

## Geschichte
Durch die Entstehung eines neuen und „modernen“ Viertels mit zahlreichen Hochhäusern auf dem ehemaligen Gelände des Gutes  Königswiesen, war es nötig geworden, einen Pfarrbereich von St. Wolfgang abzutrennen und die Pfarrkuratie St. Paul einzurichten. Den Entwurf für das neue Gemeindezentrum fertigte der Münchner Architekt Franz Xaver Gärtner an. Die Grundsteinlegung zu der neuen Kirche mit Pfarrzentrum durch Friedrich Morgenschweis erfolgte am 19. Oktober 1975. Die Kirche wurde am 28. November 1976 von Rudolf Graber feierlich eingeweiht. Als Festprediger war der damalige Universitätsprofessor Joseph Ratzinger eingeladen. Am 19. Oktober 1980 wurde die Pfarrkuratie zur Pfarrei erhoben. Die Kirche wurde bis 2024 auch von der Katholischen Hochschulgemeinde der Universität Regensburg für Gottesdienste genutzt.

## Architektur
Städtebaulich passt sich das Gemeindezentrum in die gegebene Struktur der Hochhaussiedlung ein. Nur durch eine streng kubische Architektur war es möglich, das Kirchenzentrum zu akzentuieren. Das gegebene Grundstück weist ein erhebliches Gefälle auf. Daher wurde der Baukörper, bestehend aus Kirchenraum mit dazugehörigen Nebenräumen, Kindergarten, Gemeindesaal, Jugendräume sowie das Pfarrhaus mit den zugehörigen Amtsräumen höhengestaffelt in das Gelände eingebunden. Nach den Richtlinien des Zweiten Vatikanischen Konzils wurde der Volksaltar als Zentrum des quadratischen Kirchenraumes bestimmt. Eine Raumeinheit wurde als offene Marienkapelle gestaltet und steht so in Beziehung zum Altar. Mit den damals zeitgemäßen Materialien und Konstruktionsprinzipien wurde ein Raum geschaffen, der dem Besucher Ruhe und innere Einkehr ermöglicht.

## Ausstattung
Durch die schlichte Ausstattung kommen die farblich gestalteten umlaufenden Kirchenfenster und die Altarwand von Erich Schickling besonders gut zur Geltung. Die Bildhauer- und Bronzearbeiten wurden von Friedrich Koller aus Froschham bei Laufen angefertigt. Er schuf den Altar, den Ambo, die Sedilien, die drei Weihwasserbecken, die zwölf Apostelkreuze und den Taufstein, welcher mit Frischwasser versorgt wird, aus Savonnieres, einem feinkörnigen Muschelkalk. Aus geschabter Bronze gestaltete er die Türgriffe in Form eines Kreuzes, die Monstranz und den Tabernakel. Letzterer ist als stilisierter Brotkorb gestaltet. Die Kircheninnenausstattung aus Naturholz harmoniert mit dem Ziegelrot der unverputzten Wände. Als weiteres Ausstattungsstück befindet sich an der Südseite ein restaurierter Christuskorpus, entstanden um 1790 in Köln, welcher in stark beschädigtem Zustand nach den Kriegswirren vor der Entsorgung gerettet wurde und vom Entstehungsort nach Regensburg kam. Der Korpus wurde restaurativ vollkommen wieder hergestellt und mit einer neuen Fassung, basierend auf den noch vorhandenen Farbresten, versehen. Daher ist er heute wieder wie zu der Entstehungszeit zu erleben. 1987 erhielt die Kirche von Werner Persey einen Kreuzweg, der in offener Strichtechnik der auf die Wände direkt aufgebracht wurde.

## Orgel
Zur Gestaltung der Gottesdienste dient nach einigen Provisorien seit 1987 eine dreimanualige digitale Sakralorgel.

## Glocken
Im Juni 1976 wurde der 24 m hohe Glockenturm aus zehn Fertigteilelementen errichtet, die mit einem Schwerlastkran übereinander kombiniert wurden. Am 4. Juni wurde das letzte Turmfertigteil aufgesetzt.
Die Glocken des 3-stimmigen Gloria-Geläutes (Christkönigs-, Paulus- und Marienglocke) haben folgende Schlagtöne: c"-d"-f".
Die drei Läuteglocken sind Teil des 12-stimmigen Glockenspiels (Gesamttonfolge: c"-d"-e"-f"-g"-a"-b"-h"-c"'-d"'-e"'-f"'). Die Glocken c" und f" erklingen in Dur-Rippe.
Die Glocken wurden am 6. August 1976 von Rudolf Perner in Passau gegossen und am 31. Oktober 1976 geweiht.

## Ansichten

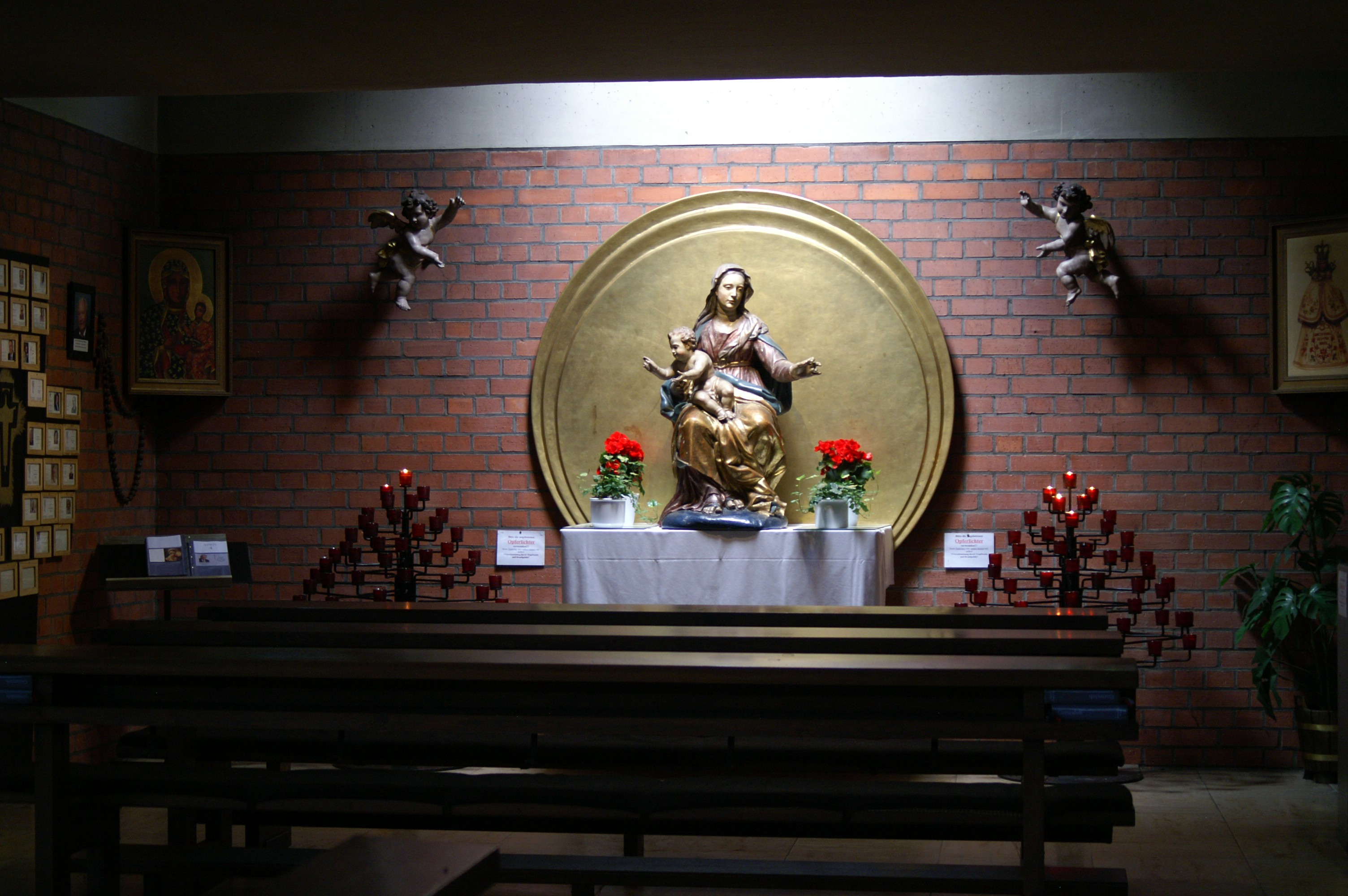
Marienkapelle
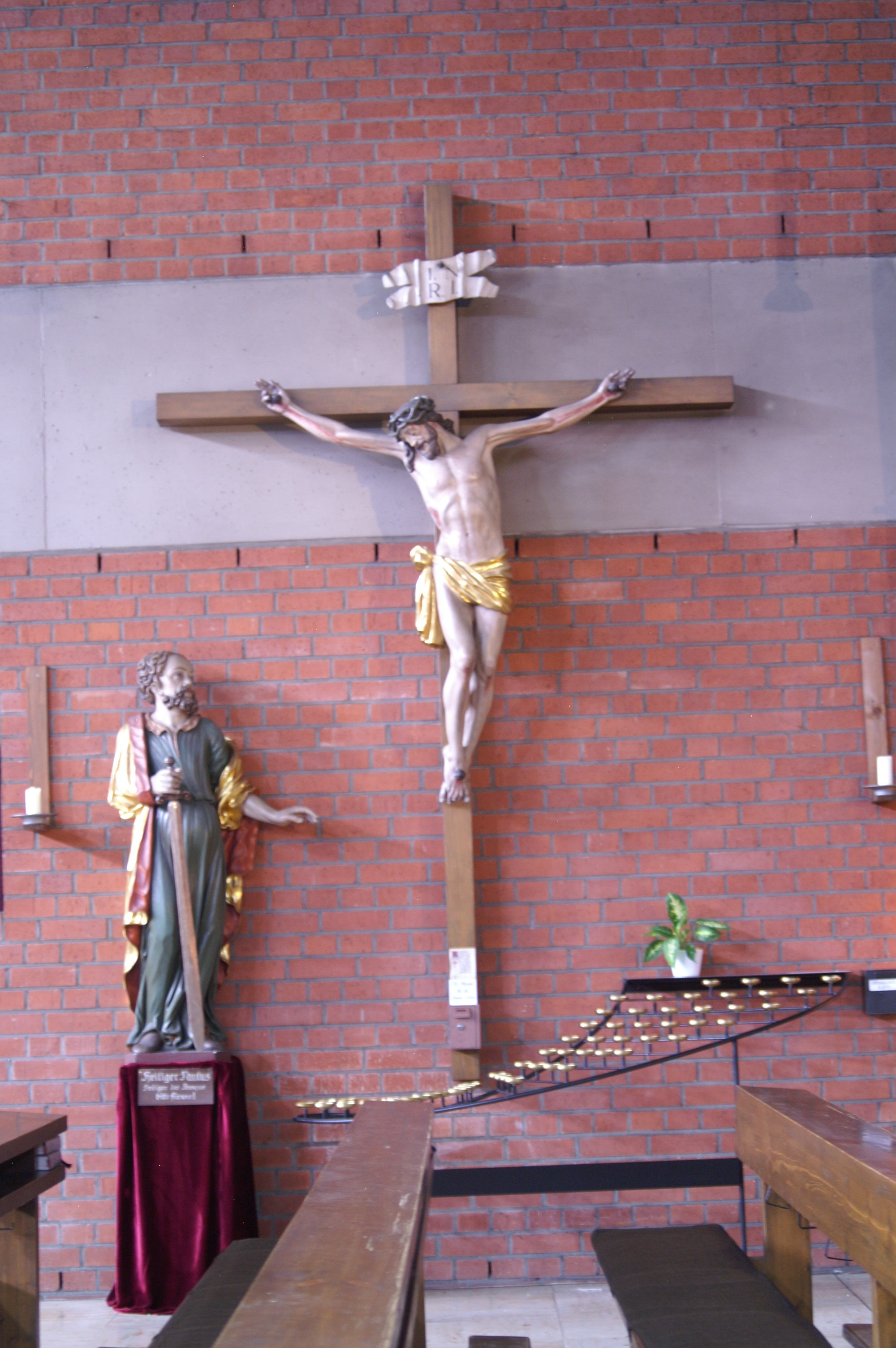
Restauriertes Kreuz